# ألبرشت هوفمان
ألبرشت هوفمان (بالألمانية: Albrecht W. Hofmann)‏ هو كيميائي ألماني، ولد في 11 مارس 1939 في تسايتز في ألمانيا.